# Cathédrale du Sacré-Cœur de Kamloops
Cette  cathédrale n’est pas la seule cathédrale du Sacré-Cœur.
La cathédrale du Sacré-Cœur (Sacred Heart Cathedral en anglais) est une cathédrale catholique de style roman de Kamloops en Colombie-Britannique. Elle est le siège du diocèse de Kamloops. Elle est située dans le centre-ville de Kamloops au carrefour de la rue Nicolas et de la 3e Avenue. Elle a été consacrée en 1925. Elle fait partie de la « visite à pied de l'héritage » du musée et archives de Kamloops (en).

## Histoire

### Église originelle
La première église était située entre les 1re et 2e Avenues sur la rue Battle et était construite en bois. Robert Henry Lee en était l'architecte tandis que Alfred et William Hill étaient responsables de sa construction. Son ouverture a eu lieu le 17 décembre 1887. Il s'agit de la première église catholique de Kamloops. La première messe a été dite par Jean-Marie-Raphaël Le Jeune. L'église et son presbytère furent détruits par le feu le 5 mars 1919, date correspondant au mercredi des Cendres.

### Église actuelle
La construction de la nouvelle église commença en 1921. Elle est située au carrefour de la rue Nicola et de la 3e Avenue. W. H. MacAulay en était l'architecte. Son ouverture a eu lieu en décembre 1925.

## Architecture
La cathédrale a un style roman et est réputée pour ses vitraux, les ornements de son autel et de se retable, la balustrade de son entrée, son clocher surmonté d'un dôme ainsi que l'utilisation de briques rouges pour son extérieur.

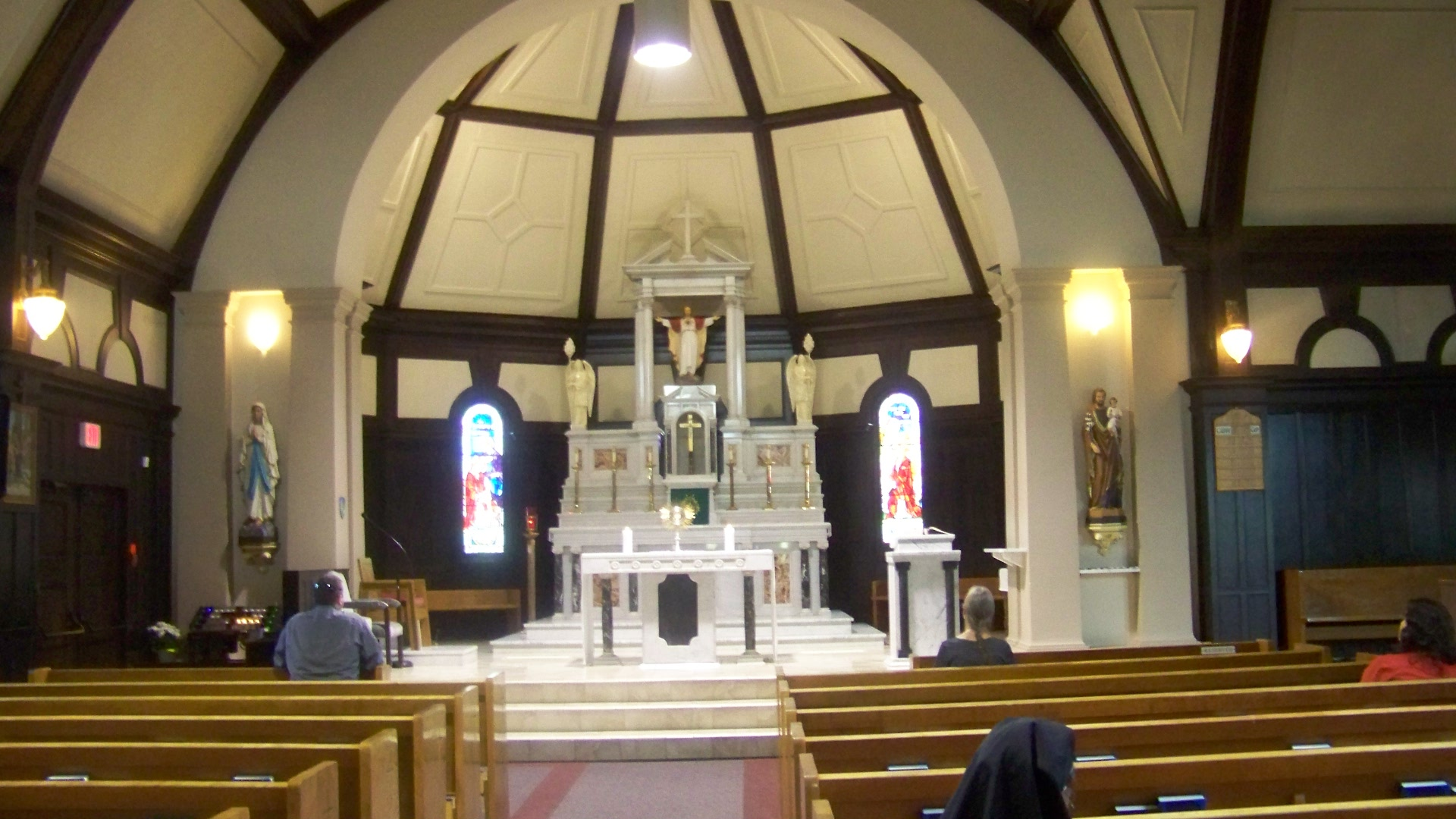
L'intérieur.